# Elfriede Döler

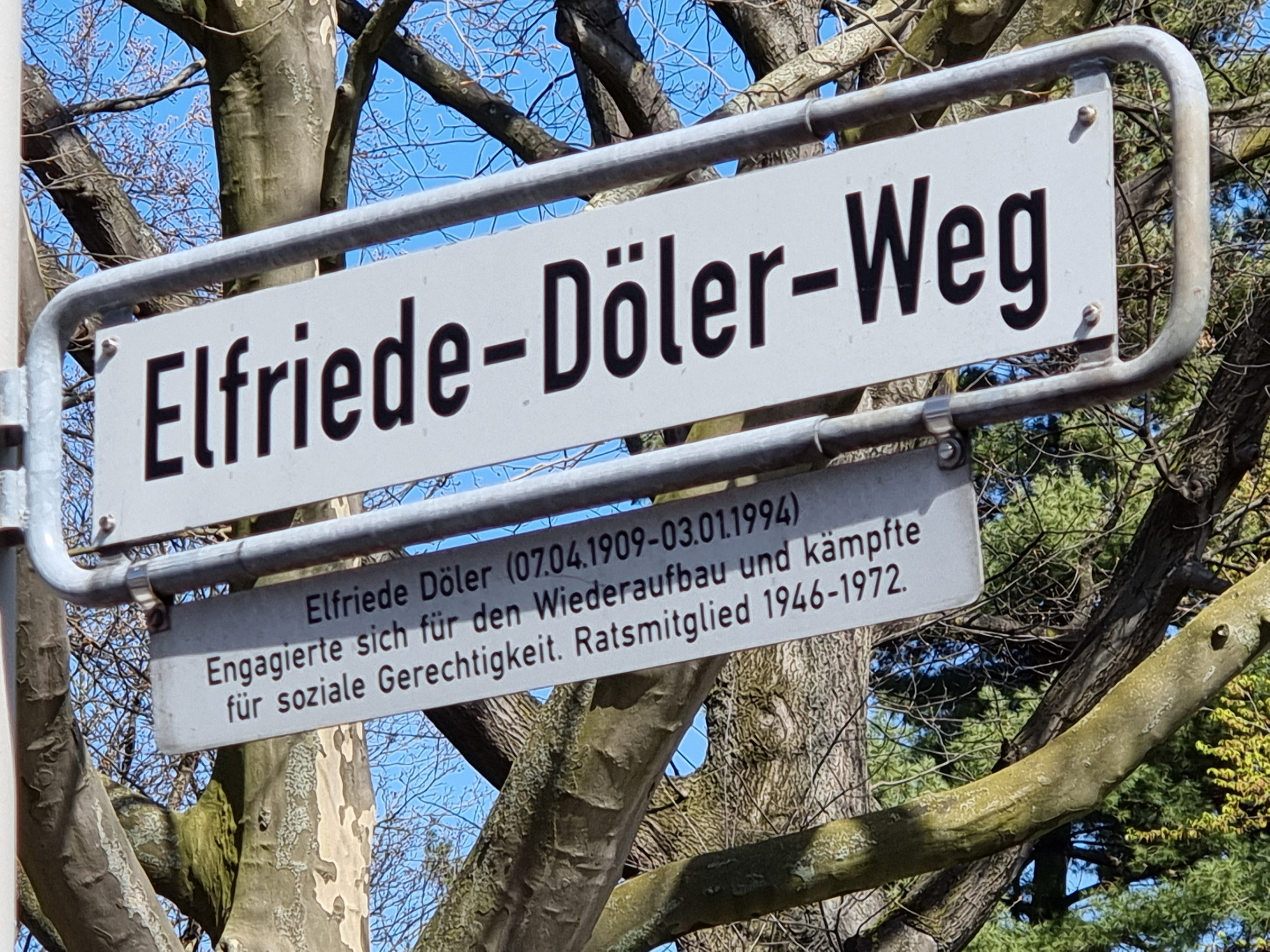
Straßenschild Elfriede-Döler-Weg mit Legendentafel in Vahrenwald

Elfriede Döler (geborene Meinecke, geboren 7. April 1909 in Hannover; gestorben 3. Januar 1994 ebenda) war eine deutsche Kommunalpolitikerin.

## Leben
Elfriede Meinecke, geboren im Hannover des Deutschen Kaiserreichs, arbeitete lange als Büroangestellte.
Nach dem Ende von Nationalsozialismus und Zweitem Weltkrieg wurde sie am 13. Oktober 1946 Mitglied der Ratsfraktion der Sozialdemokratischen Partei Deutschlands in Hannover bis zum 31. Oktober 1972. In dieser Zeit war sie unter anderem
- 1949–1972 Mitglied des Sozialausschusses;[1]
- 1954–1972 Mitglied im Landesbeirat beim Niedersächsischen Ministerium für Vertriebene und Flüchtlinge, zeitweilig als stellvertretende Vorsitzende; hier lag ihr Hauptaugenmerk in der Kriegsopferfürsorge und vor allem der Betreuung der Hinterbliebenen;[1]
- 1964–1972 Mitglied des Gesundheitsausschusses;[1]
- 1965–1972 Mitglied des Jugendwohlfahrtsausschusses;[1] und
- 1968–1972 Mitglied des Verwaltungsausschusses, dort zugleich Stellvertreterin von Oberbürgermeister August Holweg.[1]

## Ehrungen
- 1964 wurde Elfriede Döler mit dem Ehrenring des Rates der Stadt Hannover ausgezeichnet.[1]
- 1969 wurde ihr das Verdienstkreuz am Bande des Niedersächsischen Verdienstordens verliehen.[1]
- Im Jahr 2000 wurde der Elfriede-Döler-Weg im Stadtteil Vahrenwald nach der Kommunalpolitikerin benannt.[1]